# Mads Nissen
Mads Nissen (Hobro, 17 de novembre de 1979) és un fotoperiodista danès. Nissen va completar els seus estudis a l'Escola Danesa de Mitjans i Periodisme, de Copenhaguen. De 2004 a 2006 va treballar com a fotògraf per al diari danès Politiken, i posteriorment com a fotoperiodista independent per a les revistes Newsweek, Time, Der Spiegel, Stern i The Sunday Times. Ha documentat la crisi alimentària a Níger, la superpoblació a les Filipines, i la selva amazònica.

## Obra publicada
- Amazonas. Gyldendal, 2013. ISBN 978-8-7021361-0-4.

Col·lectiva
- A New Documentary. The Manuel Rivera-Ortiz Foundation for Documentary Photography & Film, 2013. ISBN 978-0-9896053-0-4.

## Premis i reconeixements
- 2006: Tercer Premi (amb dos altres), Premis de Fotoperiodisme Internacional Days Japan.[2]
- 2007: Tercer Premi, Premis de Fotoperiodisme Internacional Days Japan.[3]
- 2007: Fotografia de la premsa danesa de l'any.
- 2010: Fotografia de la premsa danesa de l'any.
- 2011: Premi World Press Photo, Amsterdam.[4]
- 2011: Beca de la Fundació Manuel Rivera-Ortiz.[5][6]
- 2015: World Press Photo of the Year per una fotografia de d'una parella homosexual a Sant Petersburg (Rússia).[7]